# Hermite–Hadamard-egyenlőtlenség
A matematikai analízis nevezetes Hermite–Hadamard-egyenlőtlensége Charles Hermite és Jacques Hadamard matematikusokról kapta nevét. Az egyenlőtlenség azt állítja, hogy amennyiben
ƒ : [a, b] → R konvex függvény, akkor
Geometriailag az egyenlőtlenség azt állítja, hogy a konvex f függvény [a,b] intervallumon számított integrálja (vagyis az f grafikonja alatti terület) nagyobb vagy egyenlő, mint a b-a és f((a+b)/2) méretekkel rendelkező téglalap területe, valamint kisebb vagy egyenlő az (a,0);(a,f(a));(b,f(b));(b,0) csúcsokkal rendelkező trapéz területénél. Az egyenlőtlenségben akkor és csak akkor áll fenn egyenlőség, ha f lineáris függvény. A fenti egyenlőtlenség ekvivalens f Jensen konvexitásával.
Az egyenlőtlenség jobb oldalának egyik legtermészetesebb általánosítása Retkes Zoltán nevéhez fűződik. Ahhoz, hogy az általános eredményt meg tudjuk fogalmazni, be kell vezetni az f iterált integráljainak fogalmát. Valójában ez a fogalom a deriválás negatív egész kitevőjű kiterjesztése. Az antiderivált kifejezés így nyer értelmet.

## Az iterált integrálok sorozata
Tegyük fel, hogy −∞<a<b<∞, és legyen f:[a,b]→ℝ integrálható valós függvény [a,b]-n.
A fenti feltételek mellett az f iterált integráljainak sorozatát a következőképp definiáljuk az a≤s≤b értékekre:
{\displaystyle F^{(0)}(s):=f(s),\ }
{\displaystyle F^{(1)}(s):=\int _{a}^{s}F^{(0)}(u)du=\int _{a}^{s}f(u)du,}
{\displaystyle F^{(2)}(s):=\int _{a}^{s}F^{(1)}(u)du=\int _{a}^{s}\left(\int _{a}^{t}f(u)du\right)dt,}
{\displaystyle \vdots }
{\displaystyle F^{(n)}(s):=\int _{a}^{s}F^{(n-1)}(u)du,}
{\displaystyle \vdots }

### Példa 1
Legyen [a,b]=[0,1] és f(s)≡1. Ekkor a konstans 1 függvény iterált integráljainak sorozata definiált a [0,1]-en, és
{\displaystyle F^{(0)}(s)=1,\ }
{\displaystyle F^{(1)}(s)=\int _{0}^{s}F^{(0)}(u)du=\int _{0}^{s}1du=s,}
{\displaystyle F^{(2)}(s)=\int _{0}^{s}F^{(1)}(u)du=\int _{0}^{s}udu={s^{2} \over 2},}
{\displaystyle \vdots }
{\displaystyle F^{(n)}(s):=\int _{0}^{s}{u^{n-1} \over (n-1)!}du={s^{n} \over n!},}
{\displaystyle \vdots }

### Példa 2
Legyen [a,b]=[-1,1] és f(s)≡1. Ekkor az 1 függvény iterált integráljainak sorozata definiált a [-1,1]-en, és
{\displaystyle F^{(0)}(s)=1,\ }
{\displaystyle F^{(1)}(s)=\int _{-1}^{s}F^{(0)}(u)du=\int _{-1}^{s}1du=s+1,}
{\displaystyle F^{(2)}(s)=\int _{-1}^{s}F^{(1)}(u)du=\int _{-1}^{s}(u+1)du={s^{2} \over 2!}+{s \over 1!}+{1 \over 2!}={(s+1)^{2} \over 2!},}
{\displaystyle \vdots }
{\displaystyle F^{(n)}(s)={s^{n} \over n!}+{s^{(n-1)} \over {(n-1)!1!}}+{s^{(n-2)} \over (n-2)!2!}+\dots +{1 \over n!}={(s+1)^{n} \over n!},}
{\displaystyle \vdots }

### Példa 3
Legyen [a,b]=[0,1] és f(s)=es. Ekkor az f függvény iterált integráljainak sorozata definiált a [0,1]-en, és
{\displaystyle F^{(0)}(s)=e^{s},\ }
{\displaystyle F^{(1)}(s)=\int _{0}^{s}F^{(0)}(u)du=\int _{0}^{s}e^{u}du=e^{s}-1,}
{\displaystyle F^{(2)}(s)=\int _{0}^{s}F^{(1)}(u)du=\int _{0}^{s}(e^{u}-1)du=e^{s}-s-1,}
{\displaystyle \vdots }
{\displaystyle F^{(n)}(s)=e^{s}-\sum _{i=0}^{n-1}{\frac {s^{i}}{i!}}}
{\displaystyle \vdots }

### Tétel (Retkes-egyenlőtlenség)
Tegyük fel, hogy −∞<a<b<∞, legyen f:[a,b]→R konvex függvény, a<xi<b, i=1,...,n olyanok, hogy xi≠xj, ha i≠j. Ekkor a következő egyenlőtlenség áll fenn:
{\displaystyle \sum _{i=1}^{n}{\frac {F^{(n-1)}(x_{i})}{\Pi _{i}(x_{1},...,x_{n})}}\leq {\frac {1}{n!}}\sum _{i=1}^{n}f(x_{i})}
ahol
{\displaystyle \Pi _{i}(x_{1},...,x_{n}):=(x_{i}-x_{1})(x_{i}-x_{2})...(x_{i}-x_{i-1})(x_{i}-x_{i+1})...(x_{i}-x_{n}),\ \ i=1,...,n.}
A konkáv esetben ≤ helyett ≥ érvényes.
Megjegyzés 1. Ha f szigorúan konvex, akkor ≤ helyett < érvényes, valamint egyenlőség akkor és csak akkor áll fenn, ha f lineáris.
Megjegyzés 2. Az egyenlőtlenség a következő értelemben éles: legyenek {\displaystyle {\underline {x}}=(x_{1},\ldots ,x_{n}),\ \alpha =(\alpha ,\ldots ,\alpha )} és {\displaystyle \ a<\alpha <b.}
Ekkor a bal oldal határértéke létezik és
{\displaystyle \lim _{{\underline {x}}\to {\underline {\alpha }}}\sum _{i=1}^{n}{\frac {F^{(n-1)}(x_{i})}{\Pi _{i}(x_{1},\ldots ,x_{n})}}=\lim _{{\underline {x}}\to {\underline {\alpha }}}{\frac {1}{n!}}\sum _{i=1}^{n}f(x_{i})={\frac {f(\alpha )}{(n-1)!}}}

## Alkalmazások (Retkes-azonosságok)
A Retkes-egyenlőtlenség egyik legfontosabb alkalmazása a következő: legyen {\displaystyle f(u)=u^{\alpha },0\leq u<\infty } és {\displaystyle 0\leq \alpha }. Ekkor az iterált integrálokra
{\displaystyle F^{(n-1)}(s)={\frac {s^{\alpha +n-1}}{(\alpha +1)(\alpha +2)\cdot \ldots \cdot (\alpha +n-1)}}}
Mivel {\displaystyle \quad f} szigorúan konvex, ha {\displaystyle \quad \alpha >1}, szigorúan konkáv, ha {\displaystyle \quad 0<\alpha <1}, valamint lineáris az {\displaystyle \quad \alpha =0,1} esetekben, így az alábbi egyenlőtlenségek, illetve azonosságok állnak fenn:
- {\displaystyle \quad 1<\alpha \quad \quad \quad \quad {\frac {1}{(\alpha +1)(\alpha +2)\cdot \ldots \cdot (\alpha +n-1)}}\sum _{i=1}^{n}{\frac {x_{i}^{\alpha +n-1}}{\Pi _{k}(x_{1},\ldots ,x_{n})}}<{\frac {1}{n!}}\sum _{i=1}^{n}x_{i}^{\alpha }}

- {\displaystyle \quad \alpha =1\quad \quad \quad \quad \sum _{i=1}^{n}{\frac {x_{i}^{n}}{\Pi _{i}(x_{1},\ldots \,x_{n})}}=\sum _{i=1}^{n}x_{i}}

- {\displaystyle \quad 0<\alpha <1\quad \quad {\frac {1}{(\alpha +1)(\alpha +2)\cdot \ldots \cdot (\alpha +n-1)}}\sum _{i=1}^{n}{\frac {x_{i}^{\alpha +n-1}}{\Pi _{k}(x_{1},\ldots ,x_{n})}}>{\frac {1}{n!}}\sum _{i=1}^{n}x_{i}^{\alpha }}

- {\displaystyle \quad \alpha =0\quad \quad \quad \quad \sum _{i=1}^{n}{\frac {x_{i}^{n-1}}{\Pi _{i}(x_{1},\ldots \,x_{n})}}=1}

Az {\displaystyle \quad \alpha =1} esetből következik a Retkes-konvergenciakritérium, hiszen az azonosság jobb oldalán éppen a {\displaystyle \quad \sum _{k=1}^{\infty }x_{k}} sor n-edik részletösszege áll.Tegyük fel a továbbiakban, hogy {\displaystyle x_{k}\neq 0\quad k=1,\ldots ,n}. Ekkor a második és negyedik azonosságban {\displaystyle \quad x_{k}} helyett {\displaystyle \quad {\frac {1}{x_{k}}}}-t helyettesítve kapunk két új algebrai azonosságot. Az így nyerhető négy azonosságot nevezzük Retkes-azonosságoknak, melyek a következők:
- {\displaystyle \quad \sum _{i=1}^{n}{\frac {x_{i}^{n}}{\Pi _{i}(x_{1},\ldots \,x_{n})}}=\sum _{i=1}^{n}x_{i}}

- {\displaystyle \quad \sum _{i=1}^{n}{\frac {x_{i}^{n-1}}{\Pi _{i}(x_{1},\ldots \,x_{n})}}=1}

- {\displaystyle \quad \sum _{i=1}^{n}{\frac {1}{x_{i}}}=(-1)^{n-1}\prod _{i=1}^{n}x_{i}\sum _{i=1}^{n}{\frac {1}{{x_{i}}^{2}\Pi _{i}(x_{1},\ldots ,x_{n})}}}

- {\displaystyle \quad \prod _{i=1}^{n}{\frac {1}{x_{i}}}=(-1)^{n-1}\sum _{i=1}^{n}{\frac {1}{x_{i}\Pi _{i}(x_{1},\ldots ,x_{n})}}}